# Circus Live
Circus Live è un album dal vivo del musicista gallese John Cale, pubblicato nel 2007.

## Tracce
Tutte le tracce sono di John Cale; eccetto dove indicato.

### Disco 1
1. Venus in Furs – 6:22 (Lou Reed)
2. Save Us – 3:20
3. Helen of Troy – 5:42
4. Woman – 5:27
5. Buffalo Ballet – 4:07
6. Femme Fatale / Rosegarden Funeral of Sores – 6:33 (Lou Reed, Cale)
7. Hush – 3:42
8. OuttaTheBag – 4:44
9. Set Me Free – 4:43
10. The Ballad of Cable Hogue – 5:06
11. Look Horizon – 5:15
12. Magritte – 4:12
13. Dirty Ass Rock and Roll – 6:30

### Disco 2
1. Walking the Dog – 6:11 (Rufus Thomas Jr.)
2. Gun – 12:59
3. Hanky Panky Nohow – 4:59
4. Pablo Picasso / Mary Lou – 12:25 (Jonathan Richman, Cale)
5. Drone - Into Amsterdam Suite – 4:07
6. Zen – 5:43
7. Style It Takes – 5:14 (Reed, Cale)
8. Heartbreak Hotel – 6:52 (Mae Boren Axton, Tommy Durden, Elvis Presley)
9. Mercenaries (Ready for War) – 8:42
10. Outro Drone – 2:43